# 冷劲松 (1973年)
冷劲松（1973年11月—），男，汉族，山东郓城人，全日制研究生学历，管理学博士，1999年10月参加工作，1994年11月加入中国共产党。曾任陕西省信托投资有限公司总裁助理，西部证券股份有限公司投资银行部总经理，西安经济技术开发区党工委委员、管委会副主任等职。2022年3月任咸阳市人民政府市长
。2025年7月，任中共咸阳市委书记。